# Eupithecia inturbaria
Eupithecia inturbaria är en fjärilsart som beskrevs av Freyer 1866. Eupithecia inturbaria ingår i släktet Eupithecia och familjen mätare. Inga underarter finns listade i Catalogue of Life.